# Sexuellt våld under Rysslands invasion av Ukraina
Strax efter Rysslands invasion av Ukraina år 2022 kom rapporter om sexuellt våld utfört av ryska soldater. Offren är till största delen ukrainska civila i åldrarna mellan 4 och 80 år. Ukrainska civila har drabbats av sexuellt våld sedan kriget i Donbass började 2014.

## Beskrivning av sexuellt våld och offer
Sexuellt våld förekommer i form av våldtäkter mot kvinnor (även gravida) och mot minderåriga. Det finns fall där föräldrarna har tvingats bevittna när deras barn våldtagits av ryska soldater.  Även män har drabbats av våldtäkter och andra former av sexuellt våld. Elchocker mot könsorgan och annan sexualiserad tortyr är vanligt förekommande i ryska fängelser. Det finns berättelser om att elektricitet har använts för att skada könsorgan och orsaka infertilitet. Det finns även berättelser från tidigare ukrainska krigsfångar om att de har penetrerats analt med batong med en påträdd kondom, där fången sedan får kondomen och tvingas tugga på den inför sina förövare. Sådana övergrepp har filmats och sedan spridits bland ryska soldater. Det finns också berättelser om gängvåldtäkter av personer som kan vara drog- eller alkoholpåverkade. Preventivmedel används sällan.

### Sexuellt våld som vapen
Ukrainare som lever under rysk ockupation har uttalat sig om att ryska soldater använder sexuellt våld som vapen. FN:s särskilda representant för frågor om sexuellt våld, Pramila Patten(en), har påtalat att ryska soldaternas utrustning inkluderar Viagra vilket kan tolkas som att det sexuella våldet är en del av Rysslands militära strategi. Uttalanden som "detta händer alla nazist-horor" och "vi våldtar tills att du inte kan föda fler ukrainska barn" uppfattas som tecken på att sexuellt våld används som vapen.  Hon har även sagt att detta är ett sätt som ryssarna använder för att straffa sådana ukrainare som gör motstånd. Även riksåklagaren i Ukraina har sagt att våldtäkter används som vapen eftersom ryssarna vill förinta det ukrainska folket.

### Ryska soldaters telefonsamtal
Utomstående aktörer har kunnat avlyssna ryska soldaters telefonsamtal, där de pratar öppet om sina brott med varandra eller med sina nära och kära. I april 2022 offentliggjordes ett sådant avlyssnat telefonsamtal mellan en rysk soldat vid namn Roman Bikovskij och hans hustru Olga Bikovskaja. Paret identifierades tack vare deras konton på sociala medier. De hade flyttat till Krim ett par år efter att Rysslands ockupation börjat.

Olga: "Så du går dit och våldtar ukrainska kvinnor, eller hur? Och du berättar ingenting för mig. Förstår du? (skattande)"
Roman: "Våldtar och berättar ingenting för dig?"
Olga: "Ja, så att jag inte vet någonting om det. Va? (skrattande)"
Roman: "Alltså får jag lov?"
Olga: "Ja, jag tillåter det. Men använd preventivmedel."
Roman: "Okej."

I januari 2023 offentliggjorde tidningen Ukrajinska pravda ett avlyssnat samtal mellan ryska soldater där de talar om det sexuella våldet som de utövade i Lyman:
Då vi belägrade Lyman slaktade vi alla där, jävla chocholer [en kränkande rysk benämning mot ukrainare]... vi våldtog, slaktade och sköt alla. Vi gick på gatorna och sköt alla i Lyman och Torske. Alla män, som var yngre, togs med oss, och kvinnor, de unga: de våldtogs, slaktades och sköts.

## Omtalade fall
Efter Butjamassakern framkom det att en kvinna hade hållits som sexslav i en potatiskällare där hon också blev mördad.
I juli 2022 framkom en video där ryska soldater kastrerar en ukrainsk krigsfånge med en mattkniv. Videon cirkulerade ursprungligen på några ryska Telegram-kanaler. Ukrainas vice undervisningsminister Inna Sovsun delade videon på Twitter vilket ledde till att hennes profil blockerades. Mychajlo Podoljak som arbetar som presidentens rådgivare sa att videon spreds som propaganda.
Enligt en rapport som publicerades i oktober 2022 var det yngsta kända offret ett barn som var 4 år gammalt och som tvingades att utföra oralsex på en plats i närheten av Kiev.